# سكباوات
السكباوات أو السانيكولاوات (الاسم العلمي: Saniculoideae) هي أسرة من النباتات تتبع الفصيلة الخيمية من رتبة الخيميات.

## قبائل السانيكولاوات
- السانيكولاوية
  - السانيكولة
  - القرصعنة